# ダニラ (ポロヴェツ族)
ダニラ（ロシア語: Данила、1183年以前 - 1223年）はポロヴェツ族のハン（族長）である。コビャークの子。
1203年、オーヴルチ公リューリクがキエフを攻撃した際に、コンチャークと共にこれに参加し、キエフを陥した。1223年、モンゴルのルーシ侵攻が始まると、ドニエプル川においてモンゴル帝国軍に殺害された。